# Pallavolo ai Giochi della XXXII Olimpiade - Qualificazioni al torneo femminile (NORCECA)
Le qualificazioni nordamericane di pallavolo femminile ai Giochi della XXXII Olimpiade si sono svolte dal 10 al 12 gennaio 2020 a Santo Domingo, nella Repubblica Dominicana: al torneo hanno partecipato quattro squadre nazionali nordamericane e una si è qualificata per i Giochi della XXXII Olimpiade.

## Impianti
|                                                                                |  |  |
|                                                                                |  |  |
| Pabellón Ricardo Arias Città: Santo Domingo Capienza: 4 000 Anno d'apertura: - |  |  |

## Regolamento

### Formula
Le squadre hanno disputato un'unica fase con formula del girone all'italiana: la prima classificata si è qualificata per i Giochi della XXXII Olimpiade.

### Criteri di classifica
Se il risultato finale è stato di 3-0 sono stati assegnati 5 punti alla squadra vincente e 0 a quella sconfitta, se il risultato finale è stato di 3-1 sono stati assegnati 4 punti alla squadra vincente e 1 a quella sconfitta, se il risultato finale è stato di 3-2 sono stati assegnati 3 punti alla squadra vincente e 2 a quella sconfitta.
L'ordine del posizionamento in classifica è stato definito in base a:
- Numero di partite vinte;
- Punti;
- Rapporto dei set vinti/persi;
- Rapporto dei punti realizzati/subiti;
- Risultati degli scontri diretti.

## Squadre partecipanti
| Squadra         | Qualificazione                      |
| --------------- | ----------------------------------- |
| Canada          | 3ª al campionato nordamericano 2019 |
| Messico         | 5ª al campionato nordamericano 2019 |
| Porto Rico      | 4ª al campionato nordamericano 2019 |
| Rep. Dominicana | 2ª alla NORCECA Champions Cup 2019  |

## Torneo

### Risultati
| 10 gennaio 2020 Pabellón Ricardo Arias, Santo Domingo Durata: 2h:46 - Spettatori: 3 000 | Canada          | 2 - 3 | Porto Rico      | 22-25, 25-22, 25-22, 23-25, 12-15 |
| 10 gennaio 2020 Pabellón Ricardo Arias, Santo Domingo Durata: 2h:18 - Spettatori: 5 600 | Rep. Dominicana | 3 - 2 | Messico         | 25-19, 25-17, 21-25, 23-25, 15-5  |
| 11 gennaio 2020 Pabellón Ricardo Arias, Santo Domingo Durata: 1h:37 - Spettatori: 4 000 | Porto Rico      | 3 - 0 | Messico         | 25-20, 25-22, 25-23               |
| 11 gennaio 2020 Pabellón Ricardo Arias, Santo Domingo Durata: 2h:03 - Spettatori: 6 950 | Canada          | 1 - 3 | Rep. Dominicana | 13-25, 25-21, 19-25, 15-25        |
| 12 gennaio 2020 Pabellón Ricardo Arias, Santo Domingo Durata: 2h:00 - Spettatori: 3 500 | Messico         | 1 - 3 | Canada          | 25–21, 19–25, 18–25, 23–25        |
| 12 gennaio 2020 Pabellón Ricardo Arias, Santo Domingo Durata: 1h:37 - Spettatori: 8 700 | Rep. Dominicana | 3 - 0 | Porto Rico      | 25-20, 25-18, 25-15               |

### Classifica
| Pos | Squadra         | Pt | G | V | P | SV | SP | Ratio | PF  | PS  | Ratio |
| --- | --------------- | -- | - | - | - | -- | -- | ----- | --- | --- | ----- |
| 1.  | Rep. Dominicana | 12 | 3 | 3 | 0 | 9  | 3  | 3,000 | 280 | 216 | 1,296 |
| 2.  | Porto Rico      | 8  | 3 | 2 | 1 | 6  | 5  | 1,200 | 237 | 247 | 0,959 |
| 3.  | Canada          | 7  | 3 | 1 | 2 | 6  | 7  | 0,857 | 275 | 290 | 0,948 |
| 4   | Messico         | 3  | 3 | 0 | 3 | 3  | 9  | 0,333 | 241 | 280 | 0,860 |

## Classifica finale
| Pos | Squadra         | Rosa |
| --- | --------------- | --- |
| 1.  | Rep. Dominicana | Formazione: 1 Vargas, 3 Eve, 5 Castillo, 6 Domínguez, 7 Marte, 8 Arias, 14 Rivera, 16 Peña, 17 Mambrú, 18 de la Cruz, 20 B. Martínez, 21 J. Martínez, 23 González, 25 L. Martínez, CT: Kwiek |
| 2.  | Porto Rico      | Formazione: 1 Santana, 2 Venegas, 4 Santos, 7 Enright, 8 Rojas, 9 Cruz, 10 Reyes, 11 Ocasio, 12 Ortiz, 13 Ferrer, 14 Valentín, 17 Prieto, 19 Jusino, 23 Vélez, CT: Mieles                    |
| 3.  | Canada          | Formazione: 1 Niles, 3 Van Ryk, 4 Richey, 5 Smith, 8 Ogoms, 9 Gray, 11 Mitrovic, 12 Cross, 13 O'Reilly, 16 Joseph, 17 Moncks, 19 Bélanger, 20 Perrin, 23 Maglio, CT Josephson                |
| 4.  | Messico         | Formazione: 2 Bricio, 3 Castro, 4 Rodríguez, 5 Rangel, 7 Martínez, 10 Sainz, 11 Urías, 12 Landeros, 15 Valle, 16 Parra, 17 Flores, 24 Ung, CT Alarcón                                        |

|  | Qualificata ai Giochi della XXXII Olimpiade |

## Premi individuali
| Premio                 | Nome                | Squadra         |
| ---------------------- | ------------------- | --------------- |
| MVP                    | Bethania de la Cruz | Rep. Dominicana |
| Miglior realizzatrice  | Brayelin Martínez   | Rep. Dominicana |
| Miglior servizio       | Bethania de la Cruz | Rep. Dominicana |
| Miglior difesa         | Brenda Castillo     | Rep. Dominicana |
| Miglior ricevitrice    | Brenda Castillo     | Rep. Dominicana |
| Miglior palleggiatrice | Niverka Marte       | Rep. Dominicana |
| Miglior opposto        | Andrea Rangel       | Messico         |
| Miglior schiacciatrice | Bethania de la Cruz | Rep. Dominicana |
| Miglior schiacciatrice | Brayelin Martínez   | Rep. Dominicana |
| Miglior centrale       | Lisvel Eve          | Rep. Dominicana |
| Miglior centrale       | Jineiry Martínez    | Rep. Dominicana |
| Miglior libero         | Brenda Castillo     | Rep. Dominicana |